# Discografia de Korn
A discografia da banda Korn, consiste em doze álbuns de estúdios, dois álbuns gravados ao vivo, duas compilações, cinco EPs, trinta e dois b-sides, trinta e quatro singles, seis álbuns vídeo e trinta e cinco vídeoclips.

## Álbuns de estúdio
| Ano                                                                               | Detalhes | Tabelas | Tabelas | Tabelas | Tabelas | Tabelas | Tabelas | Tabelas | Tabelas | Tabelas | Tabelas | Tabelas | Tabelas | Certificações                                                                                          |
| Ano                                                                               | Detalhes | US      | AUS     | AUT     | FIN     | FRA     | ALE     | HOL     | NOR     | NZ      | SUI     | SUE     | UK      | Certificações                                                                                          |
| --------------------------------------------------------------------------------- | --- | ------- | ------- | ------- | ------- | ------- | ------- | ------- | ------- | ------- | ------- | ------- | ------- | --- |
| 1994                                                                              | Korn - Lançado: 11 de Outubro de 1994 - Gravadora: Immortal Records (#66633) - Formato: CD, CS, LP                         | 72      | 46      | —       | —       | —       | —       | 56      | —       | 10      | —       | —       | 181     | - EUA: 2× Platina - AUS: Platina - RU: Ouro - Nz: Platina                                              |
| 1996                                                                              | Life Is Peachy - Lançado: 15 de Outubro de 1996 - Gravadora: Immortal (#67554) - Formato: CD, CS, LP                       | 3       | 26      | 21      | 43      | —       | 85      | 87      | 24      | 1       | —       | —       | 32      | - EUA: 2× Platina - AUS: Platina - CAN: Ouro - RU: Ouro - NZ: Ouro                                     |
| 1998                                                                              | Follow the Leader - Lançado: 18 de Agosto de 1998 - Gravadora: Immortal (#69001) - Formato: CD, CS, LP                     | 1       | 1       | 7       | 4       | 5       | 12      | 7       | 5       | 1       | —       | 24      | 5       | - EUA: 5× Platina - AUS: 3× Platina - CAN: 3× Platina - HOL: Ouro - RU: Ouro - NZ: Platina             |
| 1999                                                                              | Issues - Lançado: 16 de Novembro de 1999 - Gravadora: Immortal (#63710) - Formato: CD, CS, LP                              | 1       | 1       | 13      | 4       | 12      | 9       | 13      | 10      | 2       | 86      | 42      | 37      | - EUA: 3× Platina - AUS: 2× Platina - CAN: 2× Platina - ALE: Ouro - HOL: Ouro - NZ: Platina - RU: Ouro |
| 2002                                                                              | Untouchables - Lançado: 11 de Junho de 2002 - Gravadora: Immortal (#61488) - Formato: CD, CS, LP                           | 2       | 2       | 2       | 3       | 6       | 1       | 13      | 8       | 4       | 5       | 7       | 4       | - EUA: Platina - AUS: Platina - RU: Ouro - NZ: Ouro                                                    |
| 2003                                                                              | Take a Look in the Mirror - Lançado: 21 de Novembro de 2003 - Gravadora: Immortal (#90335) - Formato: CD, LP               | 9       | 10      | 2       | 10      | 14      | 8       | 21      | 27      | 19      | 14      | 18      | 53      | - EUA: Platina - AUS: Ouro - ALE: Ouro - RU: Prata                                                     |
| 2005                                                                              | See You on the Other Side - Lançado: 6 de Dezembro de 2005 - Gravadora: Virgin (#45889 2) - Formato: CD, LP, DG            | 3       | 19      | 7       | 18      | 24      | 12      | 37      | 37      | 8       | 11      | 35      | 71      | - EUA: Platina - AUS: Ouro - CAN: Ouro - ALE: Ouro - RU: Prata - NZ: Platina                           |
| 2007                                                                              | Untitled - Lançado: 31 de Julho de 2007 - Gravadora: Virgin (#03878 2 3) - Formato: CD, LP, DG                             | 2       | 11      | 3       | 2       | 8       | 3       | 32      | 24      | 3       | 9       | 17      | 15      | - EUA: Ouro                                                                                            |
| 2010                                                                              | Korn III: Remember Who You Are - Lançado: 13 de Julho de 2010 - Gravadora: Roadrunner (17757) - Formato: CD (+DVD), LP, DI | 2       | 8       | 3       | 4       | 14      | 4       | 20      | 5       | 23      | 23      |         |         | |
| 2011                                                                              | The Path of Totality - Lançado: 6 de dezembro de 2011 - Gravadora: Immortal Records (#66633) - Formato: CD, CS, LP         | 10      | 32      | 24      | 36      | 92      | 28      | 81      | —       | 28      | 32      | 53      | 68      | |
| The Paradigm Shift                                                                | - Lançado: 8 de Outubro de 2013 (US) - Gravadora: Prospect Park, Caroline - Formatos: CD, LP, digital download             | 8       | 7       | 7       | 9       | 22      | 7       | 38      | 22      | 60      | 31      | 16      |         | |
| The Serenity of Suffering                                                         | - Lançado: 21 de Outubro de 2016 (US) - Gravadora: Roadrunner - Formatos: CD, LP, digital download                         | —       | —       | —       | —       | —       | —       | —       | —       | —       | —       | —       |         | |
| "—" denotes a recording that did not chart or was not released in that territory. | |         |         |         |         |         |         |         |         |         |         |         |         | |

## Ao vivo
| 2006                                  | Live & Rare - Lançado: 9 de Maio de 2006 - Gravadora: Immortal (#82247) - Formato: CD             | 51 | —  | 38 | 100 | 72 | —  | —  | 64 | 193 |
| 2007                                  | MTV Unplugged: Korn - Lançado: 9 de Maio de 2007 - Gravadora: Virgin (#86027 2) - Formato: CD, DG | 9  | 45 | 10 | 60  | 23 | 54 | 11 | 48 | 131 |
| "—" indica que não chegou às tabelas. |                                                                                                   |    |    |    |     |    |    |    |    |     |

## Compilações
| 2004                                  | Greatest Hits Volume 1 - Período gravação: 1994-2004 - Lançado: 5 de Outubro de 2004 - Gravadora: Immortal (#92700) - Formato: CD            | 4 | 8 | 10 | 20 | 17 | 60 | 12 | 3 | 22 | 22 | - RIAA: Platina - ARIA: Ouro - BPI: Ouro RMNZ Platina |
| 2008                                  | Playlist: The Very Best of Korn - Período gravação: 1994-2003 - Lançado: 29 de Abril de 2008 - Gravadora: Legacy Recordings - Formato: CDVU+ | — | — | —  | —  | —  | —  | —  | — | —  | —  |                                                       |
| 2009                                  | Super Hits - Período gravação: 1994-2007 - Lançado: 24 de Fevereiro de 2009 - Gravadora: Sony BMG - Formato: CD                              | — | — | —  | —  | —  | —  | —  | — | —  | —  |                                                       |
| 2009                                  | Collected - Período gravação: 1994-2003 - Lançado: 9 de Março de 2009 - Gravadora: Sony BMG - Formato: CD                                    | — | — | —  | —  | —  | —  | —  | — | —  | —  |                                                       |
| "—" indica que não chegou às tabelas. | |   |   |    |    |    |    |    |   |    |    |                                                       |

## EP
| 1993                                  | Neidermeyer's Mind - Lançado: 1993 - Formato: CS                                                | —  |
| 1997                                  | Live at the Palace[I] - Lançado: 1997 - Gravadora: Immortal - Formato: CD, CS                   | —  |
| 1999                                  | All Mixed Up - Lançado: 16 de Novembro de 1999 - Gravadora: Immortal (#30388) - Formato: CD, CS | 99 |
| 2005                                  | The Other Side - Lançado: 31 de Outubro de 2005 - Gravadora: Virgin - Formato: DI               | —  |
| 2005                                  | The Other Side, Part 2 - Lançado: 14 de Novembro de 2005 - Gravadora: Virgin - Formato: DG      | —  |
| "—" indica que não chegou às tabelas. |                                                                                                 |    |

- I↑  Live at the Palace é por vezes considerado um álbum bootleg, atualmente é um álbum bónus distribuído pela gravadora Immortal Records.[23] O disco contém seis faixas do álbum homónimo de 1995.

## Singles
| 1994                                      | "Blind"                                                       | —      | —  | —  | —  | —  | —  | —  | —  | —  | —   |             | Korn                           |
| 1995                                      | "Shoots and Ladders"                                          | —      | —  | —  | —  | —  | —  | —  | —  | —  | —   |             | Korn                           |
| 1996                                      | "No Place to Hide"                                            | —      | —  | —  | —  | —  | —  | —  | —  | —  | 26  |             | Life Is Peachy                 |
| 1997                                      | "A.D.I.D.A.S."                                                | 113    | —  | —  | 45 | —  | —  | —  | —  | —  | 22  |             | Life Is Peachy                 |
| 1997                                      | "Good God"                                                    | —      | —  | —  | 81 | —  | —  | —  | —  | —  | 25  |             | Life Is Peachy                 |
| 1998                                      | "Got the Life"                                                | —      | 15 | 17 | 26 | —  | —  | —  | —  | —  | 22  | - AUS: Ouro | Follow the Leader              |
| 1999                                      | "Freak on a Leash"                                            | 106    | 10 | 6  | 22 | —  | 58 | —  | 23 | —  | 24  | - AUS: Ouro | Follow the Leader              |
| 1999                                      | "Children of the Korn"                                        | —      | —  | —  | —  | —  | —  | —  | —  | —  | —   |             | Follow the Leader              |
| 1999                                      | "Falling Away from Me"                                        | 99     | 7  | 7  | 62 | —  | 86 | —  | 77 | —  | 24  |             | Issues                         |
| 2000                                      | "Make Me Bad"                                                 | 114    | 9  | 7  | 98 | —  | —  | —  | —  | —  | 25  |             | Issues                         |
| 2002                                      | "Here to Stay"                                                | 72     | 4  | 4  | 12 | 44 | 35 | 12 | 58 | 34 | 12  | - AUS: Ouro | Untouchables                   |
| 2002                                      | "Thoughtless"                                                 | 108    | 6  | 11 | —  | —  | 74 | —  | —  | 82 | 37  |             | Untouchables                   |
| 2003                                      | "Did My Time"                                                 | 38     | 12 | 17 | 29 | 12 | 12 | 19 | 87 | 17 | 15  |             | Take a Look in the Mirror      |
| 2003                                      | "Right Now"                                                   | 119    | 11 | 13 | —  | —  | —  | —  | —  | —  | —   |             | Take a Look in the Mirror      |
| 2004                                      | "Word Up!"                                                    | 123    | 16 | 17 | 28 | 58 | 46 | —  | —  | 47 | —   |             | Greatest Hits Vol.1            |
| 2005                                      | "Twisted Transistor"                                          | 64     | 3  | 9  | 24 | 37 | 63 | 14 | 27 | 60 | 27  |             | See You on the Other Side      |
| 2006                                      | "Coming Undone"                                               | 79     | 4  | 14 | 54 | —  | 86 | 49 | —  | —  | 63  |             | See You on the Other Side      |
| 2007                                      | "Freak on a Leash"                                            | 89     | 22 | 29 | —  | —  | —  | —  | —  | —  | —   |             | MTV Unplugged: Korn            |
| 2007                                      | "Evolution"                                                   | 107    | 4  | 20 | —  | —  | —  | —  | —  | —  | 114 |             | Untitled album                 |
| 2007                                      | "Hold On"                                                     | —      | 35 | 9  | —  | —  | —  | —  | —  | —  | —   |             | Untitled album                 |
| 2008                                      | "Kiss"                                                        | —      | —  | —  | —  | —  | —  | —  | —  | —  | —   |             | Untitled album                 |
| 2008                                      | "Haze"                                                        | —      | —  | —  | —  | —  | —  | —  | —  | —  | —   |             | Single sem álbum               |
| 2010                                      | "Oildale (Leave Me Alone)"                                    | —      | 29 | 10 | 89 | —  | —  | —  | —  | —  | —   |             | Korn III: Remember Who You Are |
| 2010                                      | "Let the Guilt Go"                                            | —      | —  | 23 | —  | —  | —  | —  | —  | —  | —   |             | Korn III: Remember Who You Are |
| 2011                                      | "Get Up!" (featuring Skrillex)                                | 108[B] | 26 | 10 | —  | —  | —  | —  | —  | —  | —   |             | The Path of Totality           |
| 2011                                      | "Narcissistic Cannibal" (featuring Skrillex & Kill the Noise) | 117[B] | 16 | 8  | —  | —  | —  | —  | —  | —  | —   |             | The Path of Totality           |
| "—" denotes a release that did not chart. |                                                               |        |    |    |    |    |    |    |    |    |     |             |                                |

### Outras músicas
| 1995                                  | "Need To"                   | —  | —  | Korn                      |
| 1996                                  | "Clown"                     | —  | —  | Korn                      |
| 1998                                  | "All in the Family"         | —  | —  | Follow the Leader         |
| 1999                                  | "B.B.K."                    | —  | —  | Follow the Leader         |
| 2000                                  | "Somebody Someone"          | 23 | 23 | Issues                    |
| 2002                                  | "Alone I Break"             | 19 | 34 | Untouchables              |
| 2004                                  | "Y'All Want a Single"       | 23 | —  | Take a Look in the Mirror |
| 2004                                  | "Everything I've Known"     | 30 | —  | Take a Look in the Mirror |
| 2004                                  | "Another Brick in the Wall" | 12 | 37 | Greatest Hits Vol. 1      |
| 2006                                  | "Politics"                  | 18 | —  | See You on the Other Side |
| 2007                                  | "Hold On"                   | 9  | 35 | Untitled                  |
| 2008                                  | "Haze"                      | —  | —  | -                         |
| "—" indica que não chegou às tabelas. |                             |    |    |                           |

## Lados-b

### Original
| Ano  | Faixa                                   | Lançada em                                      | Notas                                                                |
| ---- | --------------------------------------- | ----------------------------------------------- | -------------------------------------------------------------------- |
| 1994 | "Layla"                                 |                                                 | Lado-b de Korn                                                       |
| 1994 | "This Broken Soul"                      |                                                 | Lado-b de Korn                                                       |
| 1995 | "Sean Olsen"                            | Single "Shoots and Ladders"                     | Pode-se encontar também na banda sonora de The Crow: City of Angels. |
| 1996 | "Proud"                                 | Banda sonora de I Know What You Did Last Summer |                                                                      |
| 1997 | "Kick the P.A." (com The Dust Brothers) | Banda sonora de Spawn                           |                                                                      |
| 1998 | "I Can Remember"                        | Single "Got the Life"                           |                                                                      |
| 1999 | "Camel Song"                            | Banda sonora de End of Days                     |                                                                      |
| 2005 | "It's Me Again"                         | See You on the Other Side (Edição Deluxe)       |                                                                      |
| 2005 | "Eaten Up Inside"                       | See You on the Other Side (Edição Deluxe)       | Pode ser encontrado no single "Coming Undone"                        |
| 2005 | "Last Legal Drug"                       | See You on the Other Side (Edição Deluxe)       |                                                                      |
| 2005 | "Inside Out"                            | See You on the Other Side (Edição iTunes)       |                                                                      |
| 2005 | "Appears"                               | Single "Twisted Transistor"                     |                                                                      |
| 2005 | "Too Late I'm Dead"                     | Single "Twisted Transistor"                     |                                                                      |
| 2007 | "Sing Sorrow"                           | Untitled(Edição Deluxe)                         |                                                                      |
| 2007 | "Overture or Obituary"                  | Untitled(Edição iTunes)                         |                                                                      |
| 2007 | "Once Upon a Time"                      |                                                 | Versão alternativa de "Sing Sorrow".                                 |

### Versões cover
| Ano  | Faixa                    | Lançada em                              | Artista original     | Notas                                                 |
| ---- | ------------------------ | --------------------------------------- | -------------------- | ----------------------------------------------------- |
| 1999 | "Jingle Balls"           | All Mixed Up                            | James Pierpont       | Pode ser encontrado no single "Falling Away from Me". |
| 2003 | "One"                    | Single "Did My Time"                    | Metallica            | Pode ser encontrado em Take a Look in the Mirror.     |
| 2005 | "Fight the Power"        | Banda sonora de xXx: State of the Union | Public Enemy         |                                                       |
| 2007 | "Love My Way"            | Korn Kovers                             | The Psychedelic Furs |                                                       |
| 2008 | "Kidnap the Sandy Claws" | Banda sonora de Nightmare Revisited     |                      |                                                       |

### Versões acústicas
| Ano  | Faixa            | Lançada em                            | Álbum        |
| ---- | ---------------- | ------------------------------------- | ------------ |
| 2007 | "No One's There" | MTV Unplugged: Korn (MTV.com leak)    | Untouchables |
| 2007 | "Thoughtless"    | MTV Unplugged: Korn (MTV.com leak)    | Untouchables |
| 2007 | "Dirty"          | MTV Unplugged: Korn (Edição Japonesa) | Issues       |

### Versões ao vivo
| Ano  | Faixa                                      | Lançada em            | Do álbum              | Notas                                                                                                |
| ---- | ------------------------------------------ | --------------------- | --------------------- | --- |
| 1996 | "Chi"                                      | Single "A.D.I.D.A.S." | Life Is Peachy        | |
| 1997 | "Ball Tongue"                              | Single "A.D.I.D.A.S." | Korn                  | |
| 1997 | "Low Rider" / "Shoots and Ladders"         | Single "A.D.I.D.A.S." | Life Is Peachy / Korn | |
| 1997 | "Good God"                                 | Single "Good God"     | Life Is Peachy        | |
| 1997 | "Need To"                                  | Single "Good God"     | Korn                  | |
| 1997 | "Divine"                                   | Single "Good God"     | Korn                  | |
| 2000 | "Make Me Bad"                              | Single "Make Me Bad"  | Issues                | Gravado em Nova Iorque, a 15 de Novembro de 1999 duranta a apresentação de Issues no Apollo Theater. |
| 2000 | "Dirty"                                    | Single "Make Me Bad"  | Issues                | Gravado em Nova Iorque, a 15 de Novembro de 1999 duranta a apresentação de Issues no Apollo Theater. |
| 2004 | "Another Brick in the Wall (Pts. 1, 2, 3)" | Single "Word Up!"     | Greatest Hits Vol.1   | Gravado em Maryland Heights, Missouri, a 25 de Agosto de 2004 durante o Projekt Revolution.          |

## Álbuns vídeo
| 1997                                  | Who Then Now? - Lançado: 18 de Março de 1997 - Gravadora: Immortal - Formato: VHS                                 | 2 | —  | - EUA: Platina |
| 2002                                  | Deuce - Lançado: 11 de Junho de 2002 - Gravadora: Immortal - Formato: VHS, DVD                                    | 1 | —  | - EUA: Platina |
| 2002                                  | Korn Live - Lançado: 19 de Novembro de 2002 - Gravadora: Immortal - Formato: DVD                                  | 1 | —  | - EUA: Platina |
| 2006                                  | Live on the Other Side - Lançado: 20 de Junho de 2006 - Gravadora: Virgin - Formato: DVD, Blu-Ray                 | 2 | —  |                |
| 2006                                  | Chopped, Screwed, Live and Unglued - Lançado: 26 de Setembro de 2006 - Gravadora: Virgin - Formato: CD/DVD        | 7 | 27 |                |
| 2008                                  | Live at Montreux 2004 - Lançado: 13 de Maio de 2008 - Gravadora: Eagle Rock Entertainment - Formato: DVD, Blu-Ray | — | —  |                |
| "—" indica que não chegou às tabelas. | |   |    |                |

## Vídeoclipes
| Ano  | Título                                               | Diretor(es)                                     |
| ---- | ---------------------------------------------------- | ----------------------------------------------- |
| 1995 | "Blind"                                              | Joseph McGinty Nichol                           |
| 1995 | "Shoots and Ladders"                                 | Joseph McGinty Nichol                           |
| 1996 | "Clown"                                              | Joseph McGinty Nichol                           |
| 1996 | "No Place to Hide"                                   | Compilado pela MTV                              |
| 1997 | "A.D.I.D.A.S."                                       | Joseph Kahn                                     |
| 1997 | "Good God" (Ao vivo)                                 |                                                 |
| 1997 | "Faget"                                              | McG                                             |
| 1998 | "Got the Life"                                       | McG                                             |
| 1999 | "Freak on a Leash"                                   | Jonathan Dayton e Valerie Faris, Todd McFarlane |
| 1999 | "Falling Away from Me"                               | Fred Durst                                      |
| 2000 | "Make Me Bad"                                        | Martin Weisz                                    |
| 2000 | "Somebody Someone"                                   | Martin Weisz                                    |
| 2002 | "Here to Stay"                                       | The Hughes Brothers                             |
| 2002 | "Thoughtless"                                        | The Hughes Brothers                             |
| 2002 | "Alone I Break"                                      | Sean Dack                                       |
| 2003 | "Did My Time"                                        | Dave Meyers                                     |
| 2003 | "Right Now" (Mix)                                    | Nathan Cox                                      |
| 2003 | "Right Now" (Lunchbox)                               | Gregory Ecklund                                 |
| 2004 | "Right Now"                                          | Junoon                                          |
| 2004 | "Y'All Want a Single"                                | Andrews Jenkins                                 |
| 2004 | "Everything I've Known"                              | Gregory Ecklund                                 |
| 2004 | "Word Up!"                                           | Antti Jokinen                                   |
| 2004 | "Another Brick in the Wall (Pts. 1, 2, 3)" (Ao vivo) | Bill Yukich                                     |
| 2005 | "Twisted Transistor"                                 | Dave Meyers                                     |
| 2006 | "Coming Undone"                                      | Little X                                        |
| 2006 | "Coming Undone Wit It" (com Dem Franchize Boyz)      | Little X                                        |
| 2006 | "Liar"                                               | Tony Shiff                                      |
| 2006 | "Politics"                                           | Chris Kantrowitz                                |
| 2007 | "Freak on a Leash" (feat. Amy Lee)                   | Alex Coletti                                    |
| 2007 | "Evolution"                                          | Dave Meyers                                     |
| 2007 | "Hold On"                                            | Vikram Gandhi                                   |
| 2008 | "Haze"                                               | bootsrfun                                       |